# Haus des Buches (Wien)

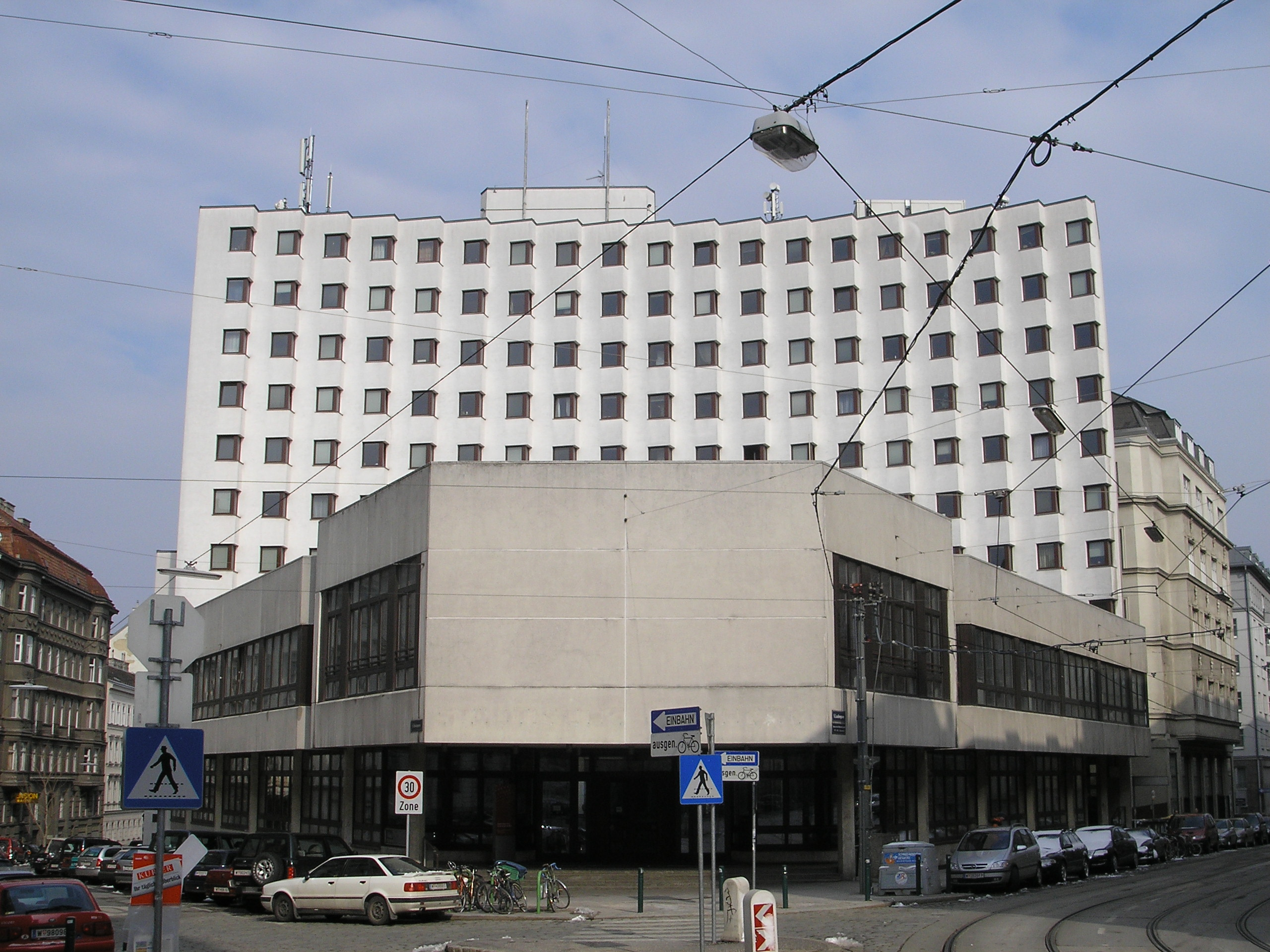
Haus des Buches

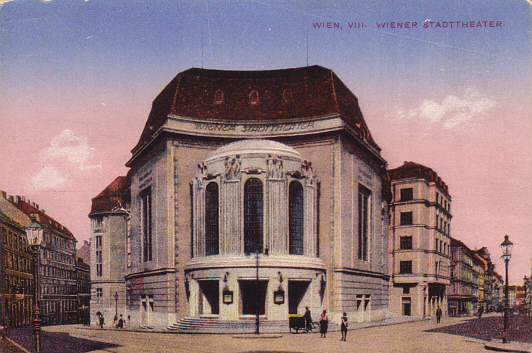
Von 1914 bis 1960 an dieser Stelle: Wiener Stadttheater

Das Haus des Buches ist eine 1969 errichtete Bibliothek der Stadt Wien im 8. Wiener Gemeindebezirk. Es befindet sich an der Kreuzung Laudongasse, Skodagasse, Daungasse.
2003 erfolgte die Übersiedlung der Hauptbücherei an den Urban-Loritz-Platz. Das Gebäude dient jetzt als Zentrale der Musikschulen der Stadt Wien.
1970 diente die Hauptbücherei als Drehort für den Giallo Der Killer von Wien von Sergio Martino. Der Eingangsbereich fungierte dabei als Hotelportal, durch das Edwige Fenech schreitet.